# Aka rhodei
Aka rhodei – gatunek pluskwiaka z rodziny szrońcowatych i podrodziny Cixiinae.
Gatunek ten opisany został w 1999 roku przez Marie-Claude Larivière.
Samce osiągają od 4,92 do 6,25 mm, a samice od 5,92 do 7,08 mm długości ciała. Podstawowe ubarwienie ciała jest żółtawobrązowe, niekiedy ciemnobrązowo nakrapiane. Głowę cechuje ciemnobrązowy zaustek, ciemnobrązowe z żółtawo wypłowiałym środkiem i białawą okolicą przycieminiową czoło oraz blado żółtawobrązowe z nieco ściemniałym środkiem i głębokim wcięciem u nasady ciemię. Barwa przedplecza jest blado żółtawobrązowa z ciemnobrązowym nakrapianiem. Odnóża są białawożółte do blado żółtawobrązowyche. Pierwszy i drugi człon stóp tylnej pary mają po 6 ząbków w rzędzie wierzchołkowym. 
U samca edeagus ma 3 wyrostki kolczaste osadzone u nasady flagellum: krótki i haczykowaty środkowy oraz dwa smukłe i niezakrzywione po jego bokach. Lewy sztylet genitalny ma szeroki, kwadratowawy wierzchołek.
Gatunek endemiczny dla Nowej Zelandii. Znany tylko ze środkowej części Wyspy Północnej oraz Wyspy Stewart. Zamieszkuje zarośla z dominacją takich roślin jak Dracophyllum subulatum, Coprosma i Pseudopanax, występujące w niższych położeniach górskich. Owady dorosłe obserwuje się od listopada do marca, a najliczniej od grudnia do lutego.